# Recintona
Recintona là một chi bướm đêm thuộc họ Tortricidae.

## Các loài
- Recintona cnephasiodes Razowski, 1999